# Philonotis longiseta
Philonotis longiseta är en bladmossart som beskrevs av Nathaniel Lord Britton 1911. Philonotis longiseta ingår i släktet källmossor, och familjen Bartramiaceae. Inga underarter finns listade i Catalogue of Life.